# لالموهان
لالموهان (به لاتین: Lalmohan) یک منطقهٔ مسکونی در بنگلادش است که در ناحیه بهولا واقع شده‌است. لالموهان ۳۹۶٫۲۴ کیلومتر مربع مساحت و ۲۸۳٬۸۸۹ نفر جمعیت دارد.